# イオン津ショッピングセンター
イオン津ショッピングセンター（イオンつショッピングセンター）は、三重県津市に所在していたショッピングセンター。
イオン津店を核店舗とし、シネマコンプレックスのイオンシネマ津（後述）を併設していた。第一交通産業が建物を所有していた。

## 概要
かつては中央毛繊の工場であり、跡地に「津ショッピングセンターエル」として1978年（昭和53年）9月に開業した。開業時は、食品を扱うジャスコ、および、衣料品を扱うニチイを核店舗としていたが、のちにジャスコは撤退した。
1994年（平成6年）に増床し、店名を「津サティ」に変更、2000年（平成12年）にはシネマコンプレックスが開設された。その後、2011年（平成23年）に「イオン津ショッピングセンター」（核店舗は「イオン津店」）へと再度改称した。これにより、ジャスコからサティを経てイオンに転換したという全国のイオン店舗でも唯一の特殊な経緯を辿った店舗であった。
建物塔屋の看板もこの経緯に合わせて南北の2ヶ所に設けられているのが特徴だった。開業当初はジャスコとニチイの双方のロゴが掲げられていたが、サティへのリニューアルに伴い両方ともサティのロゴに統合された。イオンへの改称後は南側の看板のみが使用され、北側は何も描かれていない真っ白な看板となっていた。
2024年（令和6年）春をもって一時休業することが明らかにされ、同年2月12日をもってイオンシネマ津を除く全施設が営業を終了した。営業を継続していたイオンシネマ津も2025年（令和7年）6月15日をもって閉館したことにより、津ショッピングセンターエル時代から通算して47年間の歴史に終止符を打った。
閉館後、建物の解体が始まったが、解体工事中の7月24日に六価クロム化合物による土壌汚染が起こっていることが判明した。土壌汚染の原因は前身となる紡績工場で使用していたクロム化合物であるとしている。その後2025年1月、跡地にイオンリテールが新店舗の建設を進めていることが明らかとなり、2026年にそよら津店として新しい店舗を開くことが同8月13日に報じられた。

### ギャラリー
- 津サティ（2009年撮影）
- ワーナー・マイカル・シネマズ津（2009年撮影）

## 沿革
- 1978年（昭和53年）9月21日 - ニチイとジャスコを核店舗とする津ショッピングセンター エルとして開店[3]。
- 1994年（平成6年）
  - 1月9日 - ジャスコが閉店[3]。
  - 4月- ニチイが単独で改築・増床し、津サティとして開店[3][11]。
- 2000年（平成12年）12月15日 - 隣接地にシネマコンプレックスを建設、ワーナー・マイカル・シネマズ津として開館[12]。
- 2001年（平成13年）9月14日 - サティの運営会社であるマイカルが民事再生法を申請し[注釈 1]、経営破綻。その後、ジャスコの運営会社であるイオンが再建スポンサーに決定したため、7年ぶりに同店舗の運営に関わる事になった[13]。
- 2003年（平成15年）
  - 1月 - 館内のリニューアルを開始する[14]。
  - 12月20日 - 1階部分の飲食スペースを拡大する[15]。
- 2011年（平成23年）3月1日 - SC名称をイオン津ショッピングセンターに、核店舗の名称をイオン津店に改称[3]。1994年1月まではジャスコが出店していたため、17年ぶりにこの店舗がイオングループになった。
- 2013年（平成25年）7月1日 - ワーナー・マイカル・シネマズ津がイオンシネマ津に改称。
- 2020年（令和2年）4月 - 新型コロナウイルス感染症流行の影響により、イオンシネマ津が5月17日まで臨時休業[16]。
- 2024年（令和6年）
  - 2月12日 - この日をもって一時閉店[6]。ただし別棟のイオンシネマは営業を継続する[17]。
  - 7月24日 - 建物解体中、六価クロム化合物による土壌汚染が発覚した[8][9]。
- 2025年（令和7年）6月15日 - イオンシネマ津が閉館[7]。
- 2026年（令和8年） - 跡地にそよら津店（仮）がオープン予定[10]。

## イオンシネマ津
イオンシネマ津（イオンシネマつ）は、イオン津ショッピングセンターに隣接した別棟にて営業していたシネマコンプレックス。前述の通り、2000年（平成12年）12月15日に「ワーナー・マイカル・シネマズ津」として開業。ワーナー・マイカルとしては20世紀最後の新規開業施設であり、三重県で20世紀最後に開業した映画館でもある。
当シネコン開館前の1999年（平成11年）時点における津市内の映画館は、津東宝劇場・津スカラ座・津東映シネマ1・2の3サイト・4スクリーンと、東海地方の県庁所在地としては最少であった。ワーナー・マイカル開業を機に津市中心部の従来型映画館は淘汰されていき、津東宝劇場から転換した津大門シネマが2009年（平成21年）に閉館してから、2018年（平成30年）11月9日にイオンシネマ津南が開業するまでは津市唯一の映画館となっていた。
津市が舞台となった映画『WOOD JOB!〜神去なあなあ日常〜』（2014年）では、観客動員数が全国1位となり、矢口史靖監督が複数回舞台挨拶に訪れた。また桑名市が舞台となった『クハナ!』（2016年）では、同作の脚本と監督を手がけた秦建日子と主題歌を手がけたバンド「Chelsy」のAMIらが舞台挨拶で来館している。
前述の通り、イオン津ショッピングセンターが2024年（令和6年）2月12日で一時休館となったが、別棟となっている当館については同日以降も営業していた。しかし、2025年（令和7年）3月27日、土地所有者のイオンリテールとの契約期間満了に伴い同年6月15日をもって閉館する事が発表され、同月6日から上映が開始された『リロ&スティッチ』を最後に24年半の営業を終えた。併設していた店舗が閉店して以降もイオンシネマの営業が続いた事例は、2000年12月1日から2022年（令和4年）8月21日まで営業していた「イオンシネマ西大和」（奈良県北葛城郡河合町）以来となる。
なお、2019年（平成31年／令和元年）からイオンシネマ津で開催していた『午前十時の映画祭』は、閉館日まで上映された『風と共に去りぬ』をもってイオンシネマ桑名に移行した。また先述の通り跡地にそよらが出店する予定となっているが、現時点で当シネコンの跡地については未定である。

## フロア構成
|     | P4簡易立体駐車場 | 本館南側     | 本館北側     | シネマ棟 |
| R階 |                  |              | P1屋上駐車場 |          |
| 4階 | P1屋内駐車場     | （立入禁止） |              |          |
| 3階 | P2屋上駐車場     | P1屋内駐車場 | 映画館       |          |
| 2階 | 屋上駐車場       | 売場         | 売場         | 駐車場   |
| 1階 | 1階駐車場        | 売場         | 売場         | 駐車場   |

本館は津ショッピングセンターエル時代から存在する南側と、津サティへの転換時に増築された北側で構造が大きく異なっていた。
本館には、エレベーターが合計3箇所、エスカレーターが合計3箇所設置されていた。
本館とシネマ棟の間には一般道が通っており、横断歩道を渡る必要があった。
駐車場は立体駐車場のP1駐車場、P2駐車場、P4駐車場、シネマ駐車場と、平面駐車場のP3駐車場とP5駐車場で構成されていた。